# Schwedische Badmintonmeisterschaft 1979
Die Schwedische Badmintonmeisterschaft 1979 fand Anfang 1979 statt.

## Finalergebnisse
| Disziplin    | Sieger                         | Finalist                         | Ergebnis           |
| ------------ | ------------------------------ | -------------------------------- | ------------------ |
| Herreneinzel | Sture Johnsson                 | Stefan Karlsson                  | 18-14, 15-4        |
| Dameneinzel  | Anette Börjesson               | Lena Axelsson                    | 11-8, 11-2         |
| Herrendoppel | Bengt Fröman Thomas Kihlström  | Stefan Karlsson Claes Nordin     | 15-6, 17-15        |
| Damendoppel  | Lena Axelsson Karin Lindquist  | Carina Andersson Cecilia Jeppson | 15-6, 15-8         |
| Mixed        | Lars Wengberg Anette Börjesson | Mats Olsson Lena Axelsson        | 12-15, 15-11, 15-8 |